# Geschichte der Nördlichen Dynastien
Die Geschichte der Nördlichen Dynastien (chinesisch 北史, Pinyin Běishǐ) ist eines der offiziellen chinesischen Geschichtswerke im Kanon der 24 Dynastiegeschichten. Der Text umfasst 100 Bände (juan) und behandelt die Geschichte der Nördlichen Wei-Dynastie, Westlichen Wei-Dynastie, Östlichen Wei-Dynastie, Nördlichen Zhou-Dynastie, Nördlichen Qi-Dynastie und Sui-Dynastie von 386 bis 618 n. Chr. Wie die Geschichte der Südlichen Dynastien (Nanshi) wurde sie von Li Dashi begonnen und aus den Texten der Geschichte der Wei-Dynastie (Weishu) und der Geschichte der Zhou-Dynastie (Zhoushu) zusammengestellt. Nach seinem Tod vollendete sein Sohn Li Yanshou die Arbeit an dem Buch zwischen 643 und 659 n. Chr. Im Gegensatz zu den meisten verbleibenden Werken der 24 Dynastiegeschichten wurde dieses Werk nicht vom Staat in Auftrag gegeben.